# ホオレフア
ホオレフア（Hoolehua）は、アメリカ合衆国ハワイ州マウイ郡にある非法人地域。

## 地形
モロカイ島のほぼ中央に位置している。東にはクアラプウがある。

## 交通
南にはモロカイ空港がある。ステート・ハイウェイ470からクアラプウを経由して辿り着く。

## 施設
郵便公社の営業所があり、バプテスト教会のモロカイ・バプテスト教会、聖公会の聖イノセント教会が存在する。
北東にホオレフア墓地が存在する。

## 経済
レンタルカーの営業所が数件ある。